# Chiesa di San Fermo (Padova)
La chiesa dei Santi Fermo e Rustico, meglio conosciuta come chiesa di San Fermo, è un edificio religioso di origine altomedievale che si affaccia su via San Fermo a Padova. È da annoverare tra le più antiche della città. Già parrocchia, divenne per un periodo assoggetta alla parrocchia di San Leonardo; ora è chiesa sussidiaria alla basilica del Carmine, officiata nei giorni di precetto dalla comunità cattolica srilankese. Attualmente è priva di tutte le opere e degli arredi.

## Storia
La chiesa sorge in un'area popolata già nel IV secolo a.C. e di densa attività preromana e romana, fondata forse da una comunità veronese tra IX e X secolo, che la titolò ai santi Fermo e Rustico. La costruzione fu eretta in prossimità delle fortificazioni cittadine, tanto che con la successiva edificazione della muraglia di età comunale (conclusa nel 1195), il campanile, già utilizzato per scopi difensivi, divenne torre a difesa della postierla di San Fermo e gli venne addossata una garitta. La chiesa, citata per la prima volta in un documento dell'11 ottobre 1111, si innalzava orientata a levante, a pianta basilicale con tanto di nartece. Godeva di una certa importanza tanto da essere citata tra le parrocchie cittadine già nel 1254. L'edificio era pure arricchito da un ricco pavimento musivo, dagli esperti accostato a quello della basilica marciana, databile quindi all'XI e XII secolo. La parrocchiale di San Fermo cominciò a perdere di importanza verso la fine del XIV secolo, forse a causa della vicine chiese emergenti, come quella di San Paolo e soprattutto della basilica del Carmine, conclusa in quel periodo. Per un documento del 1458 la costruzione tendit in ruinam e in una visita pastorale del 24 luglio 1563 è descritta come vetustissima, pure la casa canonica appare antica. All'interno vi erano tre altari dedicati rispettivamente alla Vergine, ai santi Simone e Giuda, a santa Caterina più il maggiore. Dinnanzi alla porta maggiore vi era il nartece, a cui era collegata la casa canonica che aveva il portico aperto a vicolo che permetteva l'accesso alla postierla. Tra chiesa e canonica, il sagrato ad uso cimiteriale. Questa disposizione perdurò sino alla visita pastorale del 22 gennaio 1671 quando il cardinale Gregorio Barbarigo ordinò il rifacimento della chiesa "fatiscente e prossima alla rovina'. Secondo il disegno del proto pubblico Giacomo Cromer la chiesa cambiò orientamento, e l'abside fu posta a settentrione ed addossato alla muraglia, mentre la facciata fu portata verso la via. Per velocizzare i lavori di ricostruzione furono utilizzate gran parte delle vecchie murature della chiesa, inglobate anche nella nuova casa canonica, che occupò la vecchia facciata. Nella chiesa furono ricollocati in nuovi sepolcreti anche i resti mortali che erano disposti nelle tombe della vecchia costruzione. Nel 1673 la chiesa fu portata a compimento. Nel 1745 il cardinale Rezzonico la trovava completa, con cinque altari e fornita delle necessarie suppellettili.
A seguito delle riforme ecclesiastiche napoleoniche la chiesa divenne prima oratorio sussidiario alla chiesa di San Leonardo poi, dal 1º novembre 1836, chiesa sussidiaria della basilica del Carmine. Verso gli anni venti del Novecento la casa canonica fu risistemata in stile liberty su progetto di Gino Peressutti. Dopo il rettorato del reverendo Endimio Pio Marchesi dei Taddei la chiesa fu officiata raramente, fino alla totale chiusura, intorno agli anni settanta. Gran parte delle suppellettili furono divise tra la basilica del Carmine ed il Palazzo Episcopale. L'organo è stato disperso. Le campane cinquecentesche furono asportate e cedute alla parrocchia della Natività di Maria di via Bronzetti.
Dal 2005 parte della chiesa, del campanile e della casa canonica è stata sottoposta a restauro. Sono state donate, dall'Istituto del Sostentamento del Clero della Diocesi due nuove campane.
La chiesa attende un radicale restauro che ne ripristini la fruibilità e il suo apparato decorativo. Si attende anche il recupero e il ritrovamento dell'organo da annoverare tra i più antichi della città.
Oggi è officiata nelle festività dalla comunità cattolica singalese.

## Descrizione

### Esterno

#### La facciata
La facciata seicentesca si affaccia su via San Fermo, rivolta a meridione. Di ordine ionico, è caratterizzata dal grande portale timpanato e sopra fa mostra la grande iscrizione che ricorda il titolo della chiesa e ai lati, due finestroni quadrangolari pure timpanati e protetti da inferriate. È mossa da paraste e da un largo bugnato che reggono un semplice attico timpanato. La facciata è forse una delle ultime espressioni del manierismo veneto e probabilmente era abbellita da affreschi e cromie.
Sul fianco spicca la casa canonica col prezioso prospetto in stile liberty di Gino Peressutti, accanto alla casa, uno spiazzo che fu sagrato della vecchia chiesa medievale. In fondo si nota la più antica canonica porticata. All'interno del complesso ora ridotto ad uffici e abitazioni appartenenti alla Diocesi di Padova si conservano sostanziose testimonianze della vecchia chiesa medievale (tra cui imponenti resti del pavimento a mosaico della stessa) ma anche resti di una domus romana ed evidenti resti dell'età preistorica.

#### Il campanile e la garitta

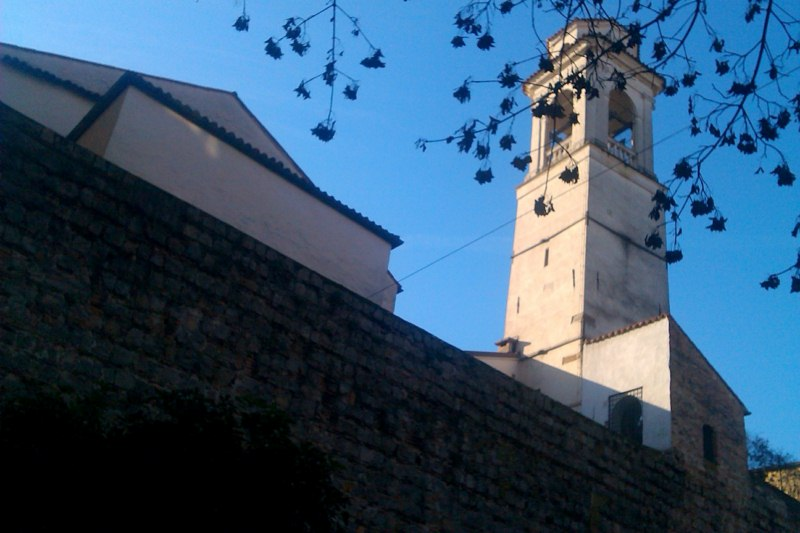
Il campanile, la garitta e le mura visti da riviera dei Mugniai

Dietro la chiesa, attraversata Porta Molino e riviera dei Mugnai, è visibile al di là delle mura medievali parte dell'abside ma soprattutto il campanile. Quella che fu una torre a scopo difensivo è collegata alla vicina muraglia da una garitta. la parte superiore, con cella aperta da monofore e conclusa da una copertura a falde a su tamburo ottagonale è seicentesca. Sotto è possibile scorgere la vecchia postierla di San Fermo, ora accesso privato.

### Interno

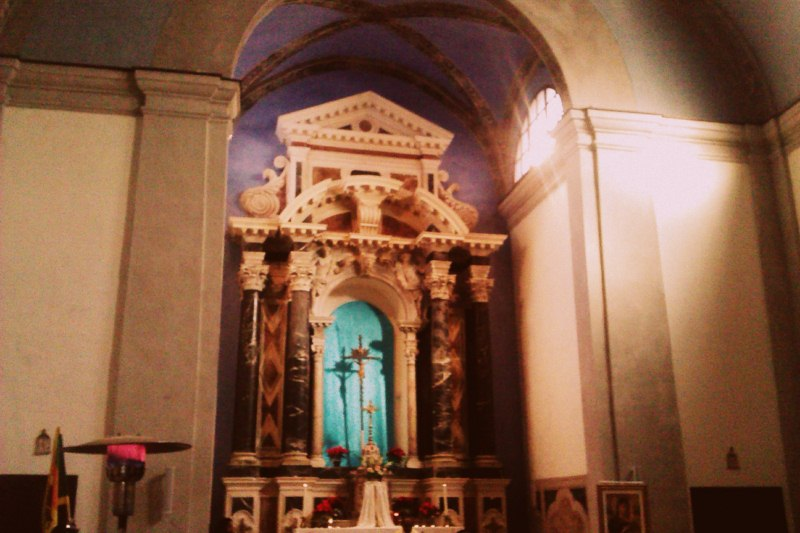
L'altare maggiore.

La luminosa aula, pressoché a pianta quadrata, è stravolta dagli interventi decorativi compiuti agli inizi dello scorso secolo. Le pareti sono ritmate da svettanti paraste che sostengono il cornicione su cui poggia una volta a carena.
Lo sguardo è rapito dalla grandiosa macchina architettonica barocca contro cui poggia l'altare maggiore (coeva a quelle di San Benedetto Vecchio e di Santa Caterina): costruita sullo stile corinzio è composta da vari marmi a paragone e lavorata da una mano raffinata (si vedano i due geni sull'arcata). Un tempo ospitava la pala di Francesco Onorati raffigurante I santi Fermo e Rustico, ora sulla vuota arcata è stato inserito in maniera provvisoria un piccolo crocifisso devozionale forse settecentesco. L'altare è inserito in una cappella a piante quadrangolare, voltata a crociera e illuminata da due finestre termali poste ai lati dirimpetto. Si apre sull'aula con un grande arco trionfale.
Le quattro cappelle minori si aprono simmetriche ai lati dell'aula, con ripide arcate. Ospitano altari sei e settecenteschi, composti da diversi marmi, dalle elaborate ancone barocche. Sul primo a destra un tempo era posto un celebre Cristo spirante che il Rossetti nel settecento così descriveva: grande al naturale, o in circa, di legno di Cirmolo. È un'opera per vero dire di non volgar merito, e tal è l'espressione nel volto del morto Signore, che desta ribrezzo, e computazione ne' riguardanti. Lo stesso riportava fosse di Filippo Porri, ebanista ferrarese. Ora l'opera è posta al centro della navata della basilica del Carmine. Il secondo altare era dedicato ai Santi Sebastiano, Antonio e Carlo. Gli altri a sinistra ospitavano rispettivamente: una tela del Francesco Minorello L'incoronazione della Beata Vergine, san Giovanni Evangelista e san Francesco d'Assisi con il ritratto di Giovanni Bragnara "Longo" che donò l'altare nel 1656 (quindi fu ricomposto dopo il 1671) opera ora al Collegio Barbarigo e una tela di Giovan Battista Pellizzari Maria Vergine nell'alto con san Giuseppe e santa Caterina donata con l'altare da Pasqua Mini Pisi ora conservata nell'episcopio assieme ad altre tele che un tempo arricchivano la chiesa, tra cui una tela ovale raffigurante San Filippo Neri di Giambettino Cignaroli, due Santi Luca e Matteo di Bartolomeo Litterini, una Natività di Pietro Marescalchi e due tele cinquecentesche recanti Santa Cecilia e Sant'Agata.

### Cantoria e Organo
Sulla controfacciata fa mostra una bella cantoria seicentesca, con cassa d'organo coeva. Vi era ospitato un organo settecentesco, probabilmente disperso durante lo scorso secolo. Lo strumento, forse uno dei più antichi di Padova, meriterebbe di essere recuperato e ricollocato nell'originaria postazione.